# Dallas Cowboys 1983
La stagione 1983 dei Dallas Cowboys è stata la 24ª della franchigia nella National Football League.

## Calendario

### Stagione regolare
| Turno | Data       | Avversario             | Ris.        | Stadio                       | Tabellino | Pubblico |
| ----- | ---------- | ---------------------- | ----------- | ---------------------------- | --------- | -------- |
| 1     | 5/9/1983   | at Washington Redskins | V 31–30     | RFK Stadium                  |           | 55,045   |
| 2     | 11/9/1983  | at St. Louis Cardinals | V 34–17     | Busch Memorial Stadium       |           | 48,532   |
| 3     | 18/9/1983  | New York Giants        | V 28–13     | Texas Stadium                |           | 62,347   |
| 4     | 25/9/1983  | New Orleans Saints     | V 21–20     | Texas Stadium                |           | 62,136   |
| 5     | 2/10/1983  | at Minnesota Vikings   | V 37–24     | Hubert H. Humphrey Metrodome |           | 60,774   |
| 6     | 9/10/1983  | Tampa Bay Buccaneers   | V 27–24 DTS | Texas Stadium                |           | 63,308   |
| 7     | 16/10/1983 | Philadelphia Eagles    | V 37–7      | Texas Stadium                |           | 63,070   |
| 8     | 23/10/1983 | Los Angeles Raiders    | S 38–40     | Texas Stadium                |           | 64,991   |
| 9     | 30/10/1983 | at New York Giants     | V 38–20     | Giants Stadium               |           | 76,142   |
| 10    | 6/11/1983  | at Philadelphia Eagles | V 27–20     | Veterans Stadium             |           | 71,236   |
| 11    | 13/11/1983 | at San Diego Chargers  | S 23–24     | Jack Murphy Stadium          |           | 46,192   |
| 12    | 20/11/1983 | Kansas City Chiefs     | V 41–21     | Texas Stadium                |           | 64,103   |
| 13    | 24/11/1983 | St. Louis Cardinals    | V 35–17     | Texas Stadium                |           | 60,974   |
| 14    | 4/12/1983  | at Seattle Seahawks    | V 35–10     | Kingdome                     |           | 63,352   |
| 15    | 11/12/1983 | Washington Redskins    | S 10–31     | Texas Stadium                |           | 65,074   |
| 16    | 19/12/1983 | at San Francisco 49ers | S 17–42     | Candlestick Park             |           | 59,957   |

### Playoff
| Turno     | Data       | Avversario       | Risultato | Stadio        | Pubblico |        |
| --------- | ---------- | ---------------- | --------- | ------------- | -------- | ------ |
| Wild card | 26/12/1983 | Los Angeles Rams | S 17-24   | Texas Stadium |          | 62.118 |